# Werda
Werda là một đô thị thuộc huyện Vogtland, bang Sachsen, Đức. Đô thị Werda có diện tích 13,58 km², dân số thời điểm ngày 31 tháng 12 năm 2006 là 1690 người.